# Šupaljka
Šupaljka (kokočica, mlađak; lat. Corydalis), veliki biljni iz porodice makovki rašireni po Euroaziji, Sjevernoj Aerici i dijelovima Afrike. 
Na popisu je 522 vrste i 7 hibrida, od čega je 6 vrsta u Hrvatskoj: bijela šupaljka (C. acaulis), šuplja šupaljka ( Corydalis cava; sin. C. bulbosa (L.) DC.), srednja šupaljka (C. intermedia), okriljena šupaljka (C. ochroleuca), patuljasta šupaljka (C. pumila) i čvrsta šupaljka (C. solida).

## Vrste
1. Corydalis aconitiflora Lidén
2. Corydalis acuminata Franch.
3. Corydalis adiantifolia Hook. fil. & Thomson
4. Corydalis adoxifolia C. Y. Wu
5. Corydalis adunca Maxim.
6. Corydalis aeaeae X.F.Gao, Lidén, Y.L.Peng & Y.W.Wang
7. Corydalis aeditua Lidén & Z. Y. Su
8. Corydalis afghanica Gilli
9. Corydalis aitchisonii Popov
10. Corydalis alaschanica (Maxim.) Peschkova
11. Corydalis albipetala B. U. Oh
12. Corydalis alexeenkoana N. Busch
13. Corydalis alpestris C. A. Mey.
14. Corydalis amarnathiana Dar, Semi & Naqshi
15. Corydalis ambigua Cham. & Schltdl.
16. Corydalis ampelos Lidén & Z. Y. Su
17. Corydalis amphipogon Lidén
18. Corydalis amplisepala Z. Y. Su & Lidén
19. Corydalis anaginova Lidén & Z. Y. Su
20. Corydalis ananke Lidén
21. Corydalis anethifolia C. Y. Wu & Z. Y. Su
22. Corydalis angusta Z. Y. Su & Lidén
23. Corydalis angustifolia (M. Bieb.) DC.
24. Corydalis anthocrene Lidén & Van De Veire
25. Corydalis anthriscifolia Franch.
26. Corydalis appendiculata Hand.-Mazz.
27. Corydalis aquilegioides Z. Y. Su
28. Corydalis arctica Popov
29. Corydalis arcuata M.K.Pathak, Chowlu, B.Saikia & Lidén
30. Corydalis atuntsuensis W. W. Sm.
31. Corydalis aurantiaca Ludlow & Stearn
32. Corydalis aurea Willd.
33. Corydalis auricilla Lidén & Z. Y. Su
34. Corydalis auriculata Lidén & Z. Y. Su
35. Corydalis austroshaanxiensis D. Wang
36. Corydalis baekunnensis Y. N. Lee
37. Corydalis balansae Prain
38. Corydalis balsamiflora Prain
39. Corydalis barbisepala Hand.-Mazz. & Fedde
40. Corydalis begljanovae Stepanov
41. Corydalis benecincta W. W. Sm.
42. Corydalis bibracteolata Z. Y. Su
43. Corydalis biflora Lidén, M. K. Pathak, Chowlu & B. Saikia
44. Corydalis bijiangensis C. Y. Wu & H. Chuang
45. Corydalis bimaculata C. Y. Wu & Z. Y. Su
46. Corydalis birmanica Lidén
47. Corydalis blanda Schott
48. Corydalis bombylina Stepanov
49. Corydalis bonghwaensis M. Kim & H. Jo
50. Corydalis borii C. E. C. Fisch.
51. Corydalis bosbutooensis Lazkov
52. Corydalis brachyceras Lidén & Van De Veire
53. Corydalis bracteata (Steph.) Pers.
54. Corydalis brevipedunculata (Z. Y. Su) Z. Y. Su & Lidén
55. Corydalis brevirostrata C. Y. Wu & Z. Y. Su
56. Corydalis brunneovaginata Fedde
57. Corydalis bucharica Popov
58. Corydalis bulbifera C. Y. Wu
59. Corydalis bulbilligera C. Y. Wu
60. Corydalis bulleyana Diels
61. Corydalis bungeana Turcz.
62. Corydalis buschii Nakai
63. Corydalis calliantha D. G. Long
64. Corydalis calycina Lidén
65. Corydalis calycosa H. Chuang
66. Corydalis campulicarpa Hayata
67. Corydalis capitata X. F. Gao, Lidén, Y. L. Peng & Y. W. Wang
68. Corydalis capnoides (L.) Pers.
69. Corydalis caput-medusae Z. Y. Su & Lidén
70. Corydalis carinata Lidén & Z. Y. Su
71. Corydalis caseana A. Gray
72. Corydalis cashmeriana Royle
73. Corydalis casimiriana Duthie & Prain
74. Corydalis cataractarum Lidén
75. Corydalis caucasica DC.
76. Corydalis caudata (Lam.) Pers.
77. Corydalis cava (L.) Schweigg. & Körte
78. Corydalis cavei D. G. Long
79. Corydalis chaerophylla DC.
80. Corydalis chamdoensis C. Y. Wu & H. Chuang
81. Corydalis changuensis D. G. Long
82. Corydalis cheilanthifolia Hemsl.
83. Corydalis cheilosticta Z. Y. Su & Lidén
84. Corydalis cheirifolia Franch.
85. Corydalis chihuahuana Fedde
86. Corydalis chingii Fedde
87. Corydalis chionophila Czern.
88. Corydalis chrysosphaera Marquand & Airy Shaw
89. Corydalis clarkei Prain
90. Corydalis clavibracteata Ludlow & Stearn
91. Corydalis cofouensis H. Lév.
92. Corydalis conorhiza Ledeb.
93. Corydalis conspersa Maxim.
94. Corydalis cornuta Royle
95. Corydalis corymbosa C. Y. Wu & Z. Y. Su
96. Corydalis crassifolia Royle
97. Corydalis crispa Prain
98. Corydalis crista-galli Maxim.
99. Corydalis cristata Maxim.
100. Corydalis crithmifolia Royle
101. Corydalis cryptogama Z. Y. Su & Lidén
102. Corydalis crystallina (Torr. & A. Gray) A. Gray
103. Corydalis curviflora Maxim.
104. Corydalis curvisiliqua (A. Gray) Engelm. ex A. Gray
105. Corydalis cytisiflora (Fedde) Lidén ex C.Y.Wu, H.Chuang & Z.Y.Su
106. Corydalis dajingensis C. Y. Wu & Z. Y. Su
107. Corydalis darwasica Regel ex Prain
108. Corydalis dasyptera Maxim.
109. Corydalis davidii Franch.
110. Corydalis decumbens (Thunb.) Pers.
111. Corydalis degensis C. Y. Wu & H. Chuang
112. Corydalis delavayi Franch.
113. Corydalis delicatula D. G. Long
114. Corydalis delphinioides Fedde
115. Corydalis densiflora C. Presl
116. Corydalis densispica C. Y. Wu
117. Corydalis devendrae Pusalkar
118. Corydalis diffusa Lidén
119. Corydalis diphylla Wall.
120. Corydalis dolichocentra Z. Y. Su & Lidén
121. Corydalis dongchuanensis Z. Y. Su & Lidén
122. Corydalis dorjii D. G. Long
123. Corydalis drakeana Prain
124. Corydalis drepanantha D. G. Long
125. Corydalis dubia Prain
126. Corydalis duclouxii H. Lév. & Vaniot
127. Corydalis dulongjiangensis H. Chuang
128. Corydalis duthiei Maxim.
129. Corydalis ecristata (Prain) D. G. Long
130. Corydalis edulis Maxim.
131. Corydalis elata Bureau & Franch.
132. Corydalis elegans Wall. ex Hook. fil. & Thomson
133. Corydalis ellipticarpa C. Y. Wu & Z. Y. Su
134. Corydalis emanueli C. A. Mey.
135. Corydalis enantiophylla Lidén
136. Corydalis erdelii Zucc.
137. Corydalis esquirolii H. Lév.
138. Corydalis eugeniae Fedde
139. Corydalis falconeri Hook. fil. & Thomson
140. Corydalis fangshanensis W. T. Wang
141. Corydalis fargesii Franch.
142. Corydalis farreri Lidén
143. Corydalis feddeana H. Lév.
144. Corydalis fedtschenkoana Regel
145. Corydalis filicina Prain
146. Corydalis filiformis Royle
147. Corydalis filisecta C. Y. Wu
148. Corydalis filistipes Nakai
149. Corydalis fimbrillifera Korsh.
150. Corydalis flabellata Edgew.
151. Corydalis flaccida Hook. fil. & Thomson
152. Corydalis flavula (Raf.) DC.
153. Corydalis flexuosa Franch.
154. Corydalis foetida C. Y. Wu & Z. Y. Su
155. Corydalis foliaceobracteata C. Y. Wu & Z. Y. Su
156. Corydalis franchetiana Prain
157. Corydalis fukuharae Lidén
158. Corydalis fumariifolia Maxim.
159. Corydalis gamosepala Maxim.
160. Corydalis gaoxinfeniae Lidén
161. Corydalis geraniifolia Hook. fil. & Thomson
162. Corydalis gigantea Trautv. & Mey.
163. Corydalis giraldii Fedde
164. Corydalis glaucescens Regel
165. Corydalis glaucissima Lidén & Z. Y. Su
166. Corydalis glycyphyllus Fedde
167. Corydalis gorinensis Van
168. Corydalis gorodkovii Karav.
169. Corydalis gortschakovii Schrenk
170. Corydalis gotlandica Lidén
171. Corydalis gouldii Lidén
172. Corydalis govaniana Wall.
173. Corydalis gracilis Ledeb.
174. Corydalis gracillima C. Y. Wu ex Govaerts
175. Corydalis grandicalyx B. U. Oh & Y. S. Kim
176. Corydalis grandiflora C. Y. Wu & Z. Y. Su
177. Corydalis griffithii Boiss.
178. Corydalis gymnopoda Z. Y. Su & Lidén
179. Corydalis gypsophila Mikhailova
180. Corydalis gyrophylla Lidén
181. Corydalis hallaisanensis H. Lév.
182. Corydalis hamata Franch.
183. Corydalis hannae Kanitz
184. Corydalis harry-smithii Lidén & Z. Y. Su
185. Corydalis haussknechtii Lidén
186. Corydalis hebephylla C. Y. Wu & Z. Y. Su
187. Corydalis hegangensis W. T. Wang
188. Corydalis helodes Lidén & Van De Veire
189. Corydalis hemidicentra Hand.-Mazz.
190. Corydalis hemsleyana Franch. & Prain ex Prain
191. Corydalis hendersonii Hemsl.
192. Corydalis henrikii Lidén
193. Corydalis hepaticifolia C. Y. Wu & Z. Y. Su
194. Corydalis heracleifolia C. Y. Wu & Z. Y. Su
195. Corydalis heterocarpa Siebold & Zucc.
196. Corydalis heterocentra Diels
197. Corydalis heterodonta H. Lév.
198. Corydalis heterophylla Mikhailova
199. Corydalis heterothylax C. Y. Wu ex Z. Y. Su & Lidén
200. Corydalis hindukushensis Wendelbo & Grey-Wilson
201. Corydalis homopetala Diels
202. Corydalis hongbashanensis Lidén & Y. W. Wang
203. Corydalis hookeri Prain
204. Corydalis hsiaowutaishanensis T. P. Wang
205. Corydalis hualongshanensis D. Wang
206. Corydalis huangshanensis L. Q. Huang & H. S. Peng
207. Corydalis humicola Hand.-Mazz.
208. Corydalis humilis B. U. Oh & Y. S. Kim
209. Corydalis humosa Migo
210. Corydalis hyrcana Wendelbo
211. Corydalis imbricata Z. Y. Su & Lidén
212. Corydalis impatiens (Pall.) Fisch. ex DC.
213. Corydalis incisa (Thunb.) Pers.
214. Corydalis inconspicua Bunge ex Ledeb.
215. Corydalis inopinata Prain ex Fedde
216. Corydalis integra Barbey & Major
217. Corydalis intermedia (L.) Mérat
218. Corydalis iochanensis H. Lév.
219. Corydalis ischnosiphon Lidén & Z. Y. Su
220. Corydalis jigmei C. E. C. Fisch. & Kaul
221. Corydalis jingyuanensis C. Y. Wu & H. Chuang
222. Corydalis jiulongensis Z. Y. Su & Lidén
223. Corydalis juncea Wall.
224. Corydalis kailiensis Z. Y. Su
225. Corydalis kashgarica Rupr.
226. Corydalis khasiana Lidén
227. Corydalis kiautschouensis Poelln.
228. Corydalis kingdonis Airy Shaw
229. Corydalis kingii Prain
230. Corydalis kiukiangensis C. Y. Wu, Z. Y. Su & Lidén
231. Corydalis kokiana Hand.-Mazz.
232. Corydalis kovakensis Mikhailova
233. Corydalis krasnovii Mikhailova
234. Corydalis kuruchuensis Lidén
235. Corydalis kushiroensis Fukuhara
236. Corydalis kusnetzovii Khokhr.
237. Corydalis lacrimuli-cuculi Stepanov
238. Corydalis laelia Prain
239. Corydalis lagochila Lidén & Z. Y. Su
240. Corydalis lasiocarpa Lidén & Z. Y. Su
241. Corydalis lathyroides Prain
242. Corydalis lathyrophylla C. Y. Wu
243. Corydalis latiflora Hook. fil. & Thomson
244. Corydalis latilepidota W. T. Wang
245. Corydalis latiloba (Franch.) Hand.-Mazz.
246. Corydalis laucheana Fedde
247. Corydalis laxiflora Lidén
248. Corydalis ledebouriana Kar. & Kir.
249. Corydalis leptantha Lidén
250. Corydalis leptocarpa Hook. fil. & Thomson
251. Corydalis leptophylla Lidén
252. Corydalis leucanthema C. Y. Wu
253. Corydalis lhasaensis C. Y. Wu & Z. Y. Su
254. Corydalis lhorongensis C. Y. Wu & H. Chuang
255. Corydalis liana Lidén & Z. Y. Su
256. Corydalis linarioides Maxim.
257. Corydalis lineariloba Siebold & Zucc.
258. Corydalis linearis C. Y. Wu
259. Corydalis linjiangensis Z. Y. Su ex Lidén
260. Corydalis linstowiana Fedde
261. Corydalis livida Maxim.
262. Corydalis longibracteata Ludlow & Stearn
263. Corydalis longicalcarata H. Chuang & Z. Y. Su
264. Corydalis longicornu Franch.
265. Corydalis longipes DC.
266. Corydalis longistyla Z. Y. Su & Lidén
267. Corydalis longkiensis C. Y. Wu, Lidén & Z. Y. Su
268. Corydalis lophophora Lidén & Z. Y. Su
269. Corydalis lopinensis Franch.
270. Corydalis lowndesii Lidén
271. Corydalis ludlowii Stearn
272. Corydalis lupinoides Marquand & Airy Shaw
273. Corydalis luquanensis H. Chuang
274. Corydalis lydica Lidén
275. Corydalis macrocalyx Litv.
276. Corydalis macrocentra Regel
277. Corydalis maculata B. U. Oh & Y. S. Kim
278. Corydalis madida Lidén & Z. Y. Su
279. Corydalis magadanica A. P. Khokhr.
280. Corydalis magni Pusalkar
281. Corydalis mairei H. Lév.
282. Corydalis maracandica Mikhailova
283. Corydalis mayae Hand.-Mazz.
284. Corydalis mediterranea Z. Y. Su & Lidén
285. Corydalis megacalyx Ludlow & Stearn
286. Corydalis megalosperma Z. Y. Su
287. Corydalis meifolia Wall.
288. Corydalis melanochlora Maxim.
289. Corydalis meyori Lidén, R. Mili & B. Saikia
290. Corydalis micrantha (Engelm. & A. Gray) A. Gray ex J. M. Coult.
291. Corydalis microflora (C. Y. Wu & H. Chuang) Z. Y. Su & Lidén
292. Corydalis microphylla Mikhailova
293. Corydalis microsperma Lidén
294. Corydalis milarepa Lidén & Z. Y. Su
295. Corydalis minutiflora C. Y. Wu
296. Corydalis mira (Batalin) C. Y. Wu & H. Chuang
297. Corydalis moorcroftiana Wall. ex Hook. fil. & Thomson
298. Corydalis moupinensis Franch.
299. Corydalis mucronata Franch.
300. Corydalis mucronifera Maxim.
301. Corydalis mucronipetala (C. Y. Wu & H. Chuang) Lidén & Z. Y. Su
302. Corydalis muliensis C. Y. Wu & Z. Y. Su
303. Corydalis multiflora Mikhailova
304. Corydalis murgabica Mikhailova
305. Corydalis myriophylla Lidén
306. Corydalis nana Royle
307. Corydalis nanchuanensis S. R. Yi
308. Corydalis nanwutaishanensis Z. Y. Su & Lidén
309. Corydalis nariniana Fed.
310. Corydalis nematopoda Lidén & Z. Y. Su
311. Corydalis nemoralis C. Y. Wu & H. Chuang
312. Corydalis nidus-serpentis Stepanov
313. Corydalis nigroapiculata C. Y. Wu
314. Corydalis nobilis (L.) Pers.
315. Corydalis nodosa Mikhailova
316. Corydalis nubicola Z. Y. Su & Lidén
317. Corydalis nudicaulis Regel
318. Corydalis ochotensis Turcz.
319. Corydalis ohii Lidén
320. Corydalis oligantha Ludlow & Stearn
321. Corydalis oligosperma C. Y. Wu & Z. Y. Su
322. Corydalis omeiana (C. Y. Wu & H. Chuang) Z. Y. Su & Lidén
323. Corydalis onobrychis Fedde
324. Corydalis ophiocarpa Hook. fil. & Thomson
325. Corydalis oppositifolia DC.
326. Corydalis oreocoma Lidén & Z. Y. Su
327. Corydalis ornata Lidén & Zetterl.
328. Corydalis orthoceras Siebold & Zucc.
329. Corydalis orthopoda Hayata
330. Corydalis oxalidifolia Ludlow & Stearn
331. Corydalis oxypetala Franch.
332. Corydalis pachycentra Franch.
333. Corydalis pachypoda (Franch.) Hand.-Mazz.
334. Corydalis paczoskii N. Busch
335. Corydalis paeoniifolia (Steph.) Pers.
336. Corydalis pakistanica Jafri
337. Corydalis pallida (Thunb.) Pers.
338. Corydalis panda Lidén & Y. W. Wang
339. Corydalis paniculigera Regel & Schmalh. ex Regel
340. Corydalis papillosa Z. Y. Su & Lidén
341. Corydalis parviflora Z. Y. Su & Lidén
342. Corydalis paschei Lidén
343. Corydalis pauciflora (Stephan) Pers.
344. Corydalis pauciovulata Ohwi
345. Corydalis peltata Lidén & Z. Y. Su
346. Corydalis petrodoxa Lidén & Z. Y. Su
347. Corydalis petrophila Franch.
348. Corydalis philippi Mikhailova
349. Corydalis pingwuensis C. Y. Wu
350. Corydalis pinnata Lidén & Z. Y. Su
351. Corydalis pinnatibracteata Y. W. Wang, Lidén, Q. R. Liu & M. L. Zhang
352. Corydalis platycarpa (Maxim. ex Palib.) Makino
353. Corydalis podlechii Lidén
354. Corydalis polygalina Hook. fil. & Thomson
355. Corydalis polyphylla Hand.-Mazz.
356. Corydalis popovii Nevski
357. Corydalis porphyrantha C. Y. Wu
358. Corydalis potanini Maxim.
359. Corydalis praecipitorum C. Y. Wu, Z. Y. Su & Lidén
360. Corydalis prattii Franch.
361. Corydalis procera Lidén & Z. Y. Su
362. Corydalis pseudimpatiens Fedde
363. Corydalis pseudoadoxa (C. Y. Wu & H. Chuang) C. Y. Wu & H. Chuang
364. Corydalis pseudoadunca Popov
365. Corydalis pseudoalpestris Popov
366. Corydalis pseudoamplisepala D. Wang
367. Corydalis pseudobalfouriana Lidén & Z. Y. Su
368. Corydalis pseudobarbisepala Fedde
369. Corydalis pseudocristata Fedde
370. Corydalis pseudodensispica Z. Y. Su & Lidén
371. Corydalis pseudodrakeana Lidén
372. Corydalis pseudofargesii H. Chuang
373. Corydalis pseudofilisecta Lidén & Z. Y. Su
374. Corydalis pseudofluminicola Fedde
375. Corydalis pseudohemsleyana D. Wang
376. Corydalis pseudoincisa C. Y. Wu, Z. Y. Su & Lidén
377. Corydalis pseudojuncea Ludlow & Stearn
378. Corydalis pseudolongipes Lidén
379. Corydalis pseudomairei C. Y. Wu ex Z. Y. Su & Lidén
380. Corydalis pseudomicrantha Fedde
381. Corydalis pseudomicrophylla Z. Y. Su
382. Corydalis pseudomucronata C. Y. Wu, Z. Y. Su & Lidén
383. Corydalis pseudorupestris Lidén & Z. Y. Su
384. Corydalis pseudosibirica Lidén & Z. Y. Su
385. Corydalis pseudostricta Popov
386. Corydalis pseudotongolensis Lidén
387. Corydalis pseudoweigoldii Z. Y. Su
388. Corydalis pterygopetala Hand.-Mazz.
389. Corydalis pubicaulis C. Y. Wu & H. Chuang
390. Corydalis pulchella Aitch. & Hemsl.
391. Corydalis pumila (Host) Rchb.
392. Corydalis pycnopus Lidén
393. Corydalis pygmaea C. Y. Wu & Z. Y. Su
394. Corydalis qilianshanica Mikhailova
395. Corydalis qinghaiensis Z. Y. Su & Lidén
396. Corydalis quantmeyeriana Fedde
397. Corydalis quinquefoliolata Ludlow & Stearn
398. Corydalis racemosa (Thunb.) Pers.
399. Corydalis raddeana Regel
400. Corydalis radicans Hand.-Mazz.
401. Corydalis rarissima Mikhailova
402. Corydalis regia Z. Y. Su & Lidén
403. Corydalis repens Mandl & Muehld.
404. Corydalis retingensis Ludlow
405. Corydalis rheinbabeniana Fedde
406. Corydalis rorida H. Chuang
407. Corydalis rostellata Lidén
408. Corydalis rubrisepala Lidén
409. Corydalis ruksansii Lidén
410. Corydalis rupestris Kotschy
411. Corydalis rupifraga C. Y. Wu & Z. Y. Su
412. Corydalis rutifolia (Sm.) DC.
413. Corydalis saccata Z. Y. Su
414. Corydalis saltatoria W. W. Sm.
415. Corydalis sangardanica Mikhailova
416. Corydalis sarcolepis Lidén & Z. Y. Su
417. Corydalis saxicola Bunting
418. Corydalis scaberula Maxim.
419. Corydalis schanginii (Pall.) B. Fedtsch.
420. Corydalis schelesnowiana Regel & Schmalh.
421. Corydalis schistostigma X.F.Gao, Lidén, Y.L.Peng & Y.W.Wang
422. Corydalis schusteriana Fedde
423. Corydalis schweriniana Fedde
424. Corydalis scouleri Hook.
425. Corydalis seisumsiana Lidén
426. Corydalis semenowii Regel & Herder
427. Corydalis sewerzowii Regel
428. Corydalis shakyae Lidén
429. Corydalis sheareri S. Moore
430. Corydalis shennongensis H. Chuang
431. Corydalis shensiana Lidén ex C.Y.Wu, H.Chuang & Z.Y.Su
432. Corydalis sherriffii Ludlow
433. Corydalis shimienensis C. Y. Wu & Z. Y. Su
434. Corydalis sibirica (L. fil.) Pers.
435. Corydalis sigmantha Z. Y. Su & C. Y. Wu
436. Corydalis sigmoides C. Y. Wu & H. Chuang
437. Corydalis sikkimensis (Prain) Fedde
438. Corydalis simplex Lidén
439. Corydalis smithiana Fedde
440. Corydalis sochivkoi Mikhailova
441. Corydalis solida (L.) Clairv.
442. Corydalis sophronitis Z. Y. Su & Lidén
443. Corydalis spathulata Prain ex Craib
444. Corydalis speciosa Maxim.
445. Corydalis spicata Lidén
446. Corydalis staintonii Ludlow & Stearn
447. Corydalis stenantha Franch.
448. Corydalis stenophylla B.Saikia, Chowlu, M.K.Pathak & Lidén
449. Corydalis stipulata Lidén
450. Corydalis stolonifera Lidén
451. Corydalis stracheyi Duthie ex Prain
452. Corydalis straminea Maxim.
453. Corydalis stramineoides C. Y. Wu & Z. Y. Su
454. Corydalis striatocarpa H. Chuang
455. Corydalis stricta Stephan ex DC.
456. Corydalis subjenisseensis E. M. Antipova
457. Corydalis subverticillata Lazkov
458. Corydalis susannae Lidén
459. Corydalis suzhiyunii Lidén
460. Corydalis taliensis Franch.
461. Corydalis talpina Stepanov
462. Corydalis tamarae Stepanov
463. Corydalis tangutica Peschkova
464. Corydalis tarkiensis Prokh.
465. Corydalis tauricola (Cullen & P. H. Davis) Lidén
466. Corydalis teberdensis A. P. Khokhr.
467. Corydalis temolana C. Y. Wu & H. Chuang
468. Corydalis temulifolia Franch.
469. Corydalis tenerrima C. Y. Wu
470. Corydalis tenuipes Lidén & Z. Y. Su
471. Corydalis ternata (Nakai) Nakai
472. Corydalis ternatifolia C. Y. Wu, Z. Y. Su & Lidén
473. Corydalis terracina Lidén
474. Corydalis thasia (Stoyanov & Kitan.) Stoyanov & Kitan.
475. Corydalis thyrsiflora Prain
476. Corydalis tianshanica Lidén
477. Corydalis tianzhuensis M. S. Yan & C. J. Wang
478. Corydalis tibetica Hook. fil. & Thomson
479. Corydalis tibetoalpina C. Y. Wu & Z. Y. Su
480. Corydalis tibetooppositifolia C. Y. Wu & Z. Y. Su
481. Corydalis tomentella Franch.
482. Corydalis tongolensis Franch.
483. Corydalis trachycarpa Maxim.
484. Corydalis transalaica Popov
485. Corydalis trifoliata Franch.
486. Corydalis trilobipetala Hand.-Mazz.
487. Corydalis trisecta Franch.
488. Corydalis triternata Zucc.
489. Corydalis triternatifolia C. Y. Wu
490. Corydalis tsangensis Lidén & Z. Y. Su
491. Corydalis tsayulensis C. Y. Wu & H. Chuang
492. Corydalis turtschaninovii Besser
493. Corydalis udokanica Peschkova
494. Corydalis uncinata Lidén
495. Corydalis uncinatella Lidén
496. Corydalis uniflora (Sieber) Nyman
497. Corydalis uranoscopa Lidén
498. Corydalis ussuriensis Aparina
499. Corydalis uvaria Lidén & Z. Y. Su
500. Corydalis vaginans Royle
501. Corydalis verna Z. Y. Su & Lidén
502. Corydalis verticillaris DC.
503. Corydalis violacea (Prain) Pusalkar & D. K. Singh
504. Corydalis virginea Lidén & Z. Y. Su
505. Corydalis vittae Kolak.
506. Corydalis vivipara Fedde
507. Corydalis watanabei Kitag.
508. Corydalis weigoldii Fedde
509. Corydalis wendelboi Lidén
510. Corydalis wilfordii Regel
511. Corydalis wilsonii N. E. Br.
512. Corydalis wuzhengyiana Z. Y. Su & Lidén
513. Corydalis yanhusuo W.T.Wang ex Z.Y.Su & C.Y.Wu
514. Corydalis yaoi Lidén & Z. Y. Su
515. Corydalis yargongensis C. Y. Wu
516. Corydalis yazgulemica Mikhailova & Sochivko
517. Corydalis yui Lidén
518. Corydalis yunnanensis Franch.
519. Corydalis zadoiensis L. H. Zhou
520. Corydalis zeravschanica Mikhailova
521. Corydalis zetterlundii Lidén
522. Corydalis zhongdianensis Z. Y. Su & Lidén
523. Corydalis × budensis Vajda
524. Corydalis × hausmannii Klebelsberg
525. Corydalis × hybrida Mikhailova
526. Corydalis × laxa Fr.
527. Corydalis × neumannii Fedde
528. Corydalis × rutacea Fr.
529. Corydalis × vorobievii Urusov